# Joachim Hempel (oficer)

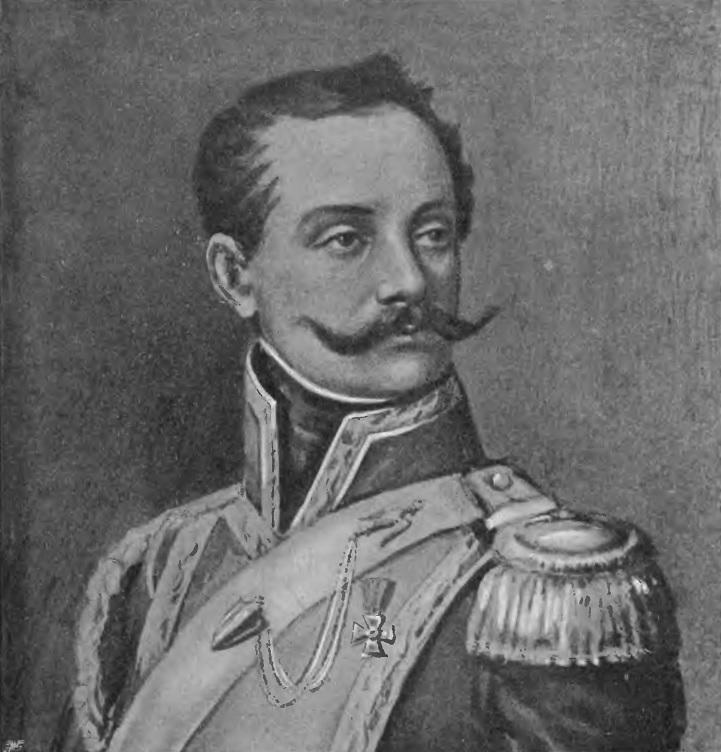
Joachim Hempel

Joachim Hempel (ur. 1 września 1787 w Puławach, zm. 28 października 1874 w Tuchowiczu k. Łukowa) – wojskowy polski, oficer pułku szwoleżerów, sędzia pokoju powiatu łukowskiego.
Był synem Joachima (architekta i budowniczego) i Zuzanny z Hoffmanów. Początkowo uczył się w domu pod kierunkiem ojca oraz artystów współpracujących z puławskich dworem Czartoryskich, m.in. Jana Piotra Norblina (rysunek); później studiował na Akademii Zamojskiej oraz odbywał praktykę inżynierską przy pomiarach brzegów Wisły. Od lipca 1807 służył wojskowo.
Zaciągnął się do pułku szwoleżerów w Warszawie. Brał udział w wojnie hiszpańskiej, pod Medina de Rioseco (14 lipca 1808) został ciężko ranny. Uczestniczył w szeregu kolejnych kampanii napoleońskich, biorąc udział łącznie w 29 bitwach, m.in. w kampanii rosyjskiej i bitwie pod Lipskiem. W lutym 1814 został odznaczony Krzyżem Oficerskim Legii Honorowej. Otrzymał tytuł kawalera cesarstwa, służbę zakończył w stopniu kapitana gwardii (odpowiednik liniowego podpułkownika).
Po zakończeniu służby wojskowej był dzierżawcą majątku Tuchowicz pod Łukowem. W 1817 poślubił Rozalię z Dmochowskich, z którą doczekał się sześciu synów i trzech córek; jednym z synów był Jan Marian (1818-1886), organizator górnictwa w Królestwie Polskim.
Joachim Hempel pełnił kilka godności szlacheckich, był m.in. sędzią pokoju powiatu łukowskiego, prezesem wyborów do Towarzystwa Kredytowego Ziemskiego, członkiem Towarzystwa Rolniczego. Współpracował z uczestnikami powstania listopadowego jako instruktor kosynierów. Był przeciwny wybuchowi powstania styczniowego, ale za nieliczne kontakty z powstańcami był krótko więziony w Łukowie.